# Iwakino (rejon totiemski)
Iwakino (ros. Ивакино) – wieś w Rosji, w rejonie totiemskim obwodu wołogodzkiego. W 2010 r. liczyła 36 mieszkańców.